# Marius Elvius
Marius Elvius Kolind-Jørgensen (Tårnby, 1º giugno 2002) è un calciatore danese, difensore del Vejle.

## Caratteristiche tecniche
Gioca come terzino destro.

## Carriera

### Club
Elvius è cresciuto nei settori giovanili di AB Tårnby, Vanløse, Brøndby e HB Køge, con cui ha firmato un contratto professionistico nel giugno del 2019. Ha debuttato in prima squadra il 31 marzo 2019 nell'incontro di 1. Division perso 4-2 contro il Silkeborg ed il 19 settembre 2020 ha segnato il suo primo gol contro il Kolding IF.
Il 21 gennaio 2021 è stato ceduto in prestito al Verona, dove ha trascorso sei mesi con la formazione Primavera. Al termine della stagione è rientrato al Koge dopo aver rifiutato un'offerta da parte del Verona per l'acquisto a titolo definitivo.
Il 1º febbraio 2022 ha firmato un contratto di due anni e mezzo con il Vejle ed il 15 maggio ha debuttato in Superligaen nell'incontro perso 2-1 contro il Nordsjælland.

### Nazionale
Ha giocato nella nazionale danese Under-18.

## Statistiche

### Presenze e reti nei club
Statistiche aggiornate al 28 aprile 2024.
| Stagione        | Squadra         | Campionato      | Campionato | Campionato | Coppe nazionali | Coppe nazionali | Coppe nazionali | Coppe continentali | Coppe continentali | Coppe continentali | Altre coppe | Altre coppe | Altre coppe | Totale | Totale | Totale |
| Stagione        | Squadra         | Comp            | Pres       | Reti       | Comp            | Pres            | Reti            | Comp               | Pres               | Reti               | Comp        | Pres        | Reti        | Pres   | Reti   |        |
| --------------- | --------------- | --------------- | ---------- | ---------- | --------------- | --------------- | --------------- | ------------------ | ------------------ | ------------------ | ----------- | ----------- | ----------- | ------ | ------ | ------ |
| 2018-2019       | HB Køge         | 1D              | 2          | 0          | CD              | 0               | 0               |                    | -                  | -                  |             | -           | -           | 2      | 0      |        |
| 2019-2020       | HB Køge         | 1D              | 13         | 0          | CD              | 1               | 0               |                    | -                  | -                  |             | -           | -           | 14     | 0      |        |
| 2020-gen. 2021  | HB Køge         | 1D              | 15         | 3          | CD              | 0               | 0               |                    | -                  | -                  |             | -           | -           | 15     | 3      |        |
| 2021-gen. 2022  | HB Køge         | 1D              | 18         | 2          | CD              | 1               | 0               |                    | -                  | -                  |             | -           | -           | 19     | 2      |        |
| gen.-giu. 2022  | Vejle           | SL              | 2          | 1          | CD              | 0               | 0               |                    | -                  | -                  |             | -           | -           | 2      | 1      |        |
| 2022-2023       | Vejle           | 1D              | 30         | 1          | CD              | 6               | 0               |                    | -                  | -                  |             | -           | -           | 36     | 1      |        |
| 2023-2024       | Vejle           | SL              | 23         | 0          | CD              | 2               | 0               |                    | -                  | -                  |             | -           | -           | 25     | 0      |        |
| Totale carriera | Totale carriera | Totale carriera | 103        | 7          |                 | 10              | 0               |                    | -                  | -                  |             | -           | -           | 113    | 7      |        |

## Palmarès

### Club

#### Competizioni nazionali
- 1. Division: 1

Vejle: 2022-2023